# Estadio León Gómez
Estadio León Gómez es un estadio de fútbol que está ubicado en la ciudad de Tela. El estadio tiene una capacidad para 5.000 espectadores, ampliable a 8.000. El estadio fue fundado en el año 1985, desde ese año lo uso el club Petrotela, que dejó de utilizar el estadio en el año 1995, debido a la desaparición del club. Actualmente es la casa del Tela FC de la Liga de Ascenso de Honduras.